# Lijst van vliegtuigbouwers
Deze lijst van vliegtuigbouwers is onderverdeeld naar land van herkomst.
Zie ook zweefvliegtuigbouwers

Zie ook lijst van helikopterbouwers naar land van herkomst

## Algerije
- l' Atelier industriel de l'aéronautique d'Alger

## Argentinië
- Aero Boero
- FMA

## Australië
- ASTA
- Commonwealth (CAC)
- GAF
- Jabiru Aircraft

## België
- ACAZ
- César Battaille
- Léon de Brouckère
- René Bulté
- Cobelavia
- Demonty-Poncelet
- Avions Fairey
- Glymes
- Guldentops
- Jero
- Kreit & Labrinckx
- LACAB
- Lambert
- Mulot
- Poncelet
- Promavia
- Renard
- SABCA
- SEA (Peetermans)
- SEGA
- Victor Simonet
- Stampe en Renard
- Stampe en Vertongen
- Tipsy

## Bosnië en Herzegovina
- SOKO

## Brazilië
- Embraer

## Bulgarije
- CBSA (Kaproni Bulgarski)
- DAR
- DSF
- LAZ

## Canada
- Alberta Aerospace
- Bombardier Aerospace
- Canadian Aerodrome Company (Baddeck)
- De Havilland Canada (DHC)
- McDowell
- Prosper
- Saunders Aircraft

## China
- AVIC
  - AVIC I
    - ACAC

  - AVIC II
- Changhe
- Chengdu Aircraft Industry Group (CAC)
- Comac (vliegtuigfabrikant)
- Guizhou
- Harbin (HAMC)
- Nanchang (CNAMC)
- Feng Ru
- Ferdinand Schoettler
- Shaanxi
- Shanghai
- Shenyang (SAC)
- Pan Shizhong & Li Ruyang
- Xi'an (XAC)

## Denemarken
- Burmeister & Wain
- Flyveskolens Værksted
- Nielsen & Winther Aeroplanfabrik
- Orlogsværftet
- SAI

## Duitsland
- AEG
- Albatros
- Alexander Schleicher GmbH & Co
- Arado
- Aviatik
- Aquilla Aviation
- Bachem
- Bayerische Flugzeugwerke
- Blohm & Voss
- Bölkow
- Bücker Flugzeugbau
- Bristol (1914 > Halberstädt)
- Daimler-Benz Aerospace AG (1998 > DaimlerChrysler Aerospace AG) (DASA)
- DaimlerChrysler Aerospace AG (DASA)
- Daimler Lutskoy
- Deutsche Airbus
- Deutsche Aerospace AG (1989 > Daimler-Benz Aerospace AG)
- DFW
- DG Flugzeugbau
- Dornier
- August Euler
- Extra Aircraft
- Fieseler
- Focke-Wulf
- Fokker
- Friedrichshafen
- German Aircraft GmbH
- Gothaer Waggonfabrik AG (GWF)
- Grade
- Halberstädt
- Hamburger Flugzeugbau (HFB)
- Hannover
- Hansa-Brandenburg
- Heinkel
- Henschel
- Hermann Winter
- Horten
- Junkers
- Klemm
- LFG (Luft-Fahrzeug-Gesellschaft)
- Alexander Lippisch
- LVG
- MBB
- Messerschmitt
- Nagler Rolz
- Nord
- Pfalz
- Rolladen-Schneider Flugzeugbau GmbH
- Rumpler
- Scheibe-Flugzeugbau
- Schempp-Hirth Flugzeugbau GmbH
- Siebel Flugzeugbau
- Siemens-Schuckert
- VFW
- Wesserflug
- Zeppelin

### DDR
- VEB Flugzeugwerke Dresden (1990 > Elbe Flugzeugwerke GmbH) (Baade)

## Estland
- Aviotehase

## Finland
- Adaridi
- Eklund
- Fibera
- IVL
- Mörkö
- Valmet
- VL

## Frankrijk
- Georges Abrial
- Abric et Calas
- Aérocentre (SNCAC)
- Aérospatiale
- Airbus
- Amiot
- ANF-Les Mureaux
- Antoinette
- Anzani
- Arsenal
- Auffin-Ordt
- AVIA
- Avions de Transport Regional
- Barillon
- Bernard
- Blériot Aéronautique
- Bloch
- Bobenreith
- Bonnet-Labranche
- Borgnis
- Breguet
- CAMS
- Chapiro
- Caudron
- Chauviere
- Clément
- Clerget
- Copin
- Dassault Aviation
- Dassault Falcon Jet
- Dewoitine
- Donnet-Denhaut
- Donnet-Leveque
- Eparvier
- Farman
- FBA
- Eugène Gilbert
- Goupy
- Gourdou-Leseurre
- Gregoire
- Guyot-Cellier
- Hanriot
- Holste
- IAL (Imbert et Latour)
- Jodel
- Koechlin
- Latécoère
- Latord et Niepce
- Legagnoux
- Lejeune
- Levasseur
- Léon Levavasseur
- Levy Lepen
- Loire
- Lioré-et-Olivier
- Loire-Nieuport
- Martinet
- Marius Mazoyer
- Midi (SNCAM)
- Morane-Saulnier
- Albert Moreau
- ANF-Les Mureaux
- Nieuport
- Nord (Société Nationale de Constructions Aéronautiques du Nord, SNCAN)
- Obre
- Louis Paulhan
- Pischoff et Koechlin
- Potez
- Renard
- Robert Esnault-Pelterie (REP)
- Robins
- Rossel-Peugeot
- Salmson
- Sanchis
- Santos-Dumont
- Savary
- Société Astra des Constructions Aéronautiques
- SCAA
- SELA
- SPAD (Deperdussin)
- Sud Aviation
- Société Nationale de Construction Aéronautiques du Sud-Est (ook wel Sud-Est SNCASE)
- Société Nationale de Constructions Aéronautiques du Sud-Ouest (Sud-Ouest, SNCASO)
- UFA
- Raoul Vendôme
- Voisin
- Vosgiens
- Witzig, Liore et Dutilleul
- Wibault
- Zipfel

## Hongarije
- Lloyd
- MÁG
- UFAG

## India
- HAL

## Indonesië
- IPTN

### Nederlands-Indië
- Pattist-Walraven
- Walraven

## internationaal
- Airbus (Duitsland, Frankrijk, Spanje, Groot-Brittannië)
- EADS
- Eurofighter (Duitsland, Frankrijk, Groot-Brittannië, Spanje, Italië)
- Panavia (Duitsland, Groot-Brittannië, Italië)
- SEPECAT (Frankrijk, Groot-Brittannië)
- Transport Allianz (Duitsland, Frankrijk)

## Iran
- IAMI

## Israël
- IAI

## Italië
- Aermacchi
- Aero-Caproni
- Ansaldo
- Antoni
- Aviamilano
- Breda
- CANT
- CNA
- CMASA
- Faccioli
- Fiat
- Macchi
- Meridionali
- Franz Miller
- Nardi
- Piaggio Aero Industries
- Pomilio
- Ponzelli-Miller
- Reggiane
- SIAI
- Savoia
- Savoia-Marchetti

## Japan
- Aichi
- Fuji
- Hiro
- Kawanishi
- Kawasaki
- Kyushu
- Kokusai
- Mitsubishi Heavy Industries
- Nakajima Hikōki
- NAMC (Nihon Kokuki Seizo Kubushiki Kaisha)
- Rikugun
- Shin Meiwa
- Tachikawa
- Watanabe
- Yokosuka

## Zuid-Korea
- KAI

## Letland
- AV
- LKOD
- Motor (Teodor Kaleps)
- RBWZ (1915 > RBVZ (Rusland))
- VEF (Karlis Irbitis)

## Litouwen
- ANBO
- Jurgis Dobkevičius

## Mexico
- AAMSA

## Nederland

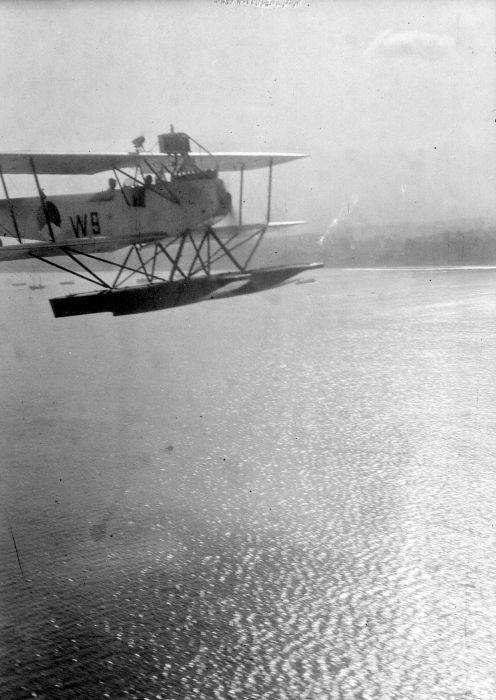
Van Berkel watervliegtuig aan boord van de kruiser Java in de lucht

- Avia
- Aviolanda
- Van Berkel
- Carley
- Difoga
- Dijkman Dulkes
- Euro-Enaer
- Fokker
- Hollandair
- Vliegtuigenfabriek Koolhoven
- Lambach
- Maatschappij voor Luchtvaart
- Van Meels Vliegtuigenfabriek
- NAVO
- NVI
- PAL-V
- Pander
- Satco Air
- De Schelde
- Spyker
- Reijneker
- VIH ("Holland")
- Vreeburg
- Werkspoor

### Nederlands-Indië
- Pattist-Walraven
- Walraven

## Nieuw-Zeeland
- Alpha Aviation
- MicroAviation
- PAC

## Noorwegen
- Hønningstad
- Høver
- Kjeller

## Oekraïne
- Antonov

## Oostenrijk
- Aviatik
- Fliegerarsenal Flugzeugwerke Fischamend
- Lohner
- OEFAG
- Phönix
- WKF
- Diamond Aircraft Industries

## Polen
- 3Xtrim Aircraft Factory (Wytwórna i Naprawa Konstrukcji Lekkich)
- Bartel
- Jerze Dabrowski
- Dzialowski
- Samolot (Wielkopolska Wytwórnia Samolotów Samolot)
- PZL-Mielec

## Roemenië
- IAR
- ICAR
- Rodrig Goliescu
- SET

## Rusland
- Anatra
- Beriev
- Yu Cremp
- DUX
- Iljoesjin
- Jakovlev
- Lavotsjkin
- Lebed
- Letov
- Mjasisjtsjev
- Mosca
- Mikojan (voormalig MiG)
- Olkhovskij
- Petlyakov
- Polikarpov
- Saveljev
- Shavrov
- Soechoj
- Toepolev
- Yermolaev of Ermolaev

## Servië
- Albatros
- Ikarus
- Rogožarski
- VTI
- ZMAJ

## Spanje
- Adaro
- Brunet-Olivert
- CASA
- Antonio Fernandez
- Hispano Aviación

## Taiwan
- AIDC

## Tsjechië
- Aero
- Aerotechnik
- Avia
- Beneš & Mráz
- Bohemia
- ČKD
- CZAW
- Evektor
- Evektor-Aerotechnik
- Interplane
- Jihlavan
- Laurin & Klement
- Let
- Letov
- Moravan
- Mráz
- Orličan
- Praga
- Škoda
- Škoda Avia
- Škoda Kauba
- Tatra
- TL-Ultralight
- Urban Air
- Zlín

## Turkije
- 1. HIBM
- 2. HIBM
- Çapar/Söylem
- Nuri Demarag
- KTF
- MMV (Selahattin Resit Alan)
- MKEK
- Yavuz Siray
- Süleyman Demirel Üniversitesi
- TAI
- THV
- Vecihi

## Verenigd Koninkrijk
- ABC Motors
- AMC
- Airco
- Airspeed
- Armstrong-Whitworth
- Astley
- Avro
- BAE Systems
- Barnwell
- Beardmore
- Blackburn
- Boulton Paul
- Bristol Aeroplane Company
- British Aerospace
- Granville Bradshaw
- Henry Britain
- British Aerial Transport Company (BAT)
- British Aerospace
- Britten-Norman
- Samuel Cody
- De Havilland
- Desoutter Aircraft Company
- English Electric
- Fairey
- Felixstowe
- Gloster
- Hammond
- Handley Page
- Hawker
- Hawker Siddeley
- Jetstream Aircraft
- Kennedy Aeroplanes
- London Aeroplanes and Navigation Co.
- Martinsyde
- Maxfield
- Reginald Mitchell
- Neal
- Nipper Aircraft
- Percival
- Christopher Pride
- RAF
- H. A. Sanders
- G. P. D. Saul
- Saunders-Roe (SARO)
- Scottish Aviation
- Short
- Sopwith
- Star (Wolverhampton)
- Sunbeam (bedrijf)
- Supermarine Aviation Works
- Tipsy Aircraft
- Vickers
- Vickers-Armstrong
- Watkins
- Westland
- Howard Wright

## Verenigde Staten van Amerika
- AAI Corporation
- Abaris Aircraft Corporation
- Abrams Air Craft
- Adams-Toman
- Advanced Aerodynamics and Structures Inc.
- Aeromarine
- Ahrens
- George Armitage
- Beach-Willard
- Beechcraft
- Bell
- Boeing
- Brauner and Smith
- Brewster Aeronautical Corporation
- Carstedt
- Cessna
- W. Christmas
- Cirrus Aircraft
- Consolidated Aircraft
- Convair
- Curtiss
- Curtiss-Wright
- Douglas Aircraft Company (1967 gefuseerd met McDonnell Aircraft > McDonnell Douglas)
- Fairchild (later FairchildDornier)
- Ford-Van Auken
- General Dynamics
- General Electric - motoren
- Glenn Martin
- Granville Brother's
- Grumman
- Gulfstream Aerospace
- Heath
- Hughes Aircraft
- Learjet
- Lockheed (1995 gefuseerd met Martin Marietta > Lockheed Martin)
- Lockheed Martin
- Macfie
- Martin Marietta (1995 gefuseerd met Lockheed > Lockheed Martin)
- McDonnell Aircraft (1967 gefuseerd met Douglas > McDonnell Douglas)
- McDonnell Douglas (1997 overgenomen door Boeing)
- John Moisant
- North American
- Northrop
- Page-Light
- Piper Aircraft
- Raiche-Crout
- Rand Robinson
- Republic Aviation
- Rockwell
- Seversky Aircraft
- Sikorsky Aircraft Corporation
- Specialized Aircraft
- Swearingen Aviation
- Texas Airplane Manufacturing
- Travel Air
- Vought
- Vultee
- Henry Walden
- Wright Aeronautical
- Wright Company
- Wright-Martin

## Zweden
- AFI
- ASJA
- Ask & Nyrop
- FFVS
- FMV
- Götaverken
- MFI
- Nordiska Aviatikbolaget
- Saab
- Södertelge Verkstäder
- Svenska Aero
- Svenska Aeroplanfabriken (Lars Fjällbäck)
- AB Thulinverken

## Zwitserland
- Alfred Comte
- Dätwyler
- EKW (K+W)
- FFA
- FW (F+W)
- Pilatus